# Blejska koča na Lipanci
Blejska koča na Lipanci (1630 m) je planinska postojanka, ki stoji na planini Lipanci nad pokljuškimi gozdovi, na JV pobočju Lipanskega vrha. 

## Zgodovina
Prvotna koča je bila odprta 6. junija 1951 v sedanjem pastirskem stanu. Planinsko društvo Bled je leta 1975 od blejskih kmetov odkupilo sosednji stan, sedanjo Blejsko kočo. Po adaptaciji in preureditvi so jo slovesno odprli 6. avgusta 1978. Upravlja jo Planinsko društvo Bled.

## Zanimivosti
Koča je stalno odprta, tako v poleti, kot pozimi. V gostinskem delu je 30 sedežev, v klubskem pa še 25. Ima 3 sobe z 12 posteljami ter skupna ležišča za 36 planincev, na podstrešju je dodatnih 12 pogradov in v dveh sobah dodatnih 6 ležišč, torej ima skupno 54 ležišč. Ima tudi stranišči, manjšo umivalnico in ogrevanje. Elektriko se pridobiva s solarnimi paneli.
Je zelo priljubljena postojanka v vseh letnih časih, saj je destinacija primerna tako za zahtevnejše pohodnike kot tudi za družine, saj je koča lahko dostopna. Poleti sta izhodišči spomenik na Rupah in parkirišče pri planini Javornik. Pozimi je Blejska koča dostopna iz smeri hotela Pokljuka (bivši Šport hotel).

## Dostopi
- ½h: iz Medvedove konte na Pokljuki (ca. 1420 m) do koder se pripelje z avtom po gozdni cesti;
- 45 min: spomenik na Rupah
- 1 1/2 h: Planina Javornik
- 2h: z Rudnega polja na Pokljuki (1347 m);
- 2h in 15 min: od Šport Hotela na Pokljuki, mimo Planine Javornik (1292 m);

## Prehod
- 5h: do Vodnikovega doma na Velem polju (1817 m) čez pobočja Draških vrhov in Studorski preval;
- 3½h: od Kovinarske koče v Krmi (870 m), čez Lipanska vrata (1898 m) - zahtevna pot;
- 4h: planinska koča Jeseniško-Bohinjskega odreda na Uskovnici (1154 m) po pobočjih Lipanskega in Debelega vrha, čez Srenjski preval

## Vzponi na vrhove
- 1½h: Debela peč (2014 m)
- 1 h: Mrežce (1964 m)
- 2½ h: Mali Draški vrh (2132 m)
- 2 h: Viševnik (2050 m)

## Galerija
Pogledi z Mrežc (1964 m), gore nad Blejsko kočo
- Pogled na Ljubljansko kotlino
- Pogled proti Triglavu
- Pogled proti zahodu
- Pogled v dolino Krme
- Pogled proti jugovzhodu
- Spomenik NOB 200m pred kočo, ob poti.
- Spomenik NOB 200m pred kočo, ob poti.